# Lista populațiilor după religie
Acestea sunt liste de date demografice religioase în funcție de țară și religie.

## Cele patru religii cele mai răspândite

Creştinismul - Procentajul după ţară

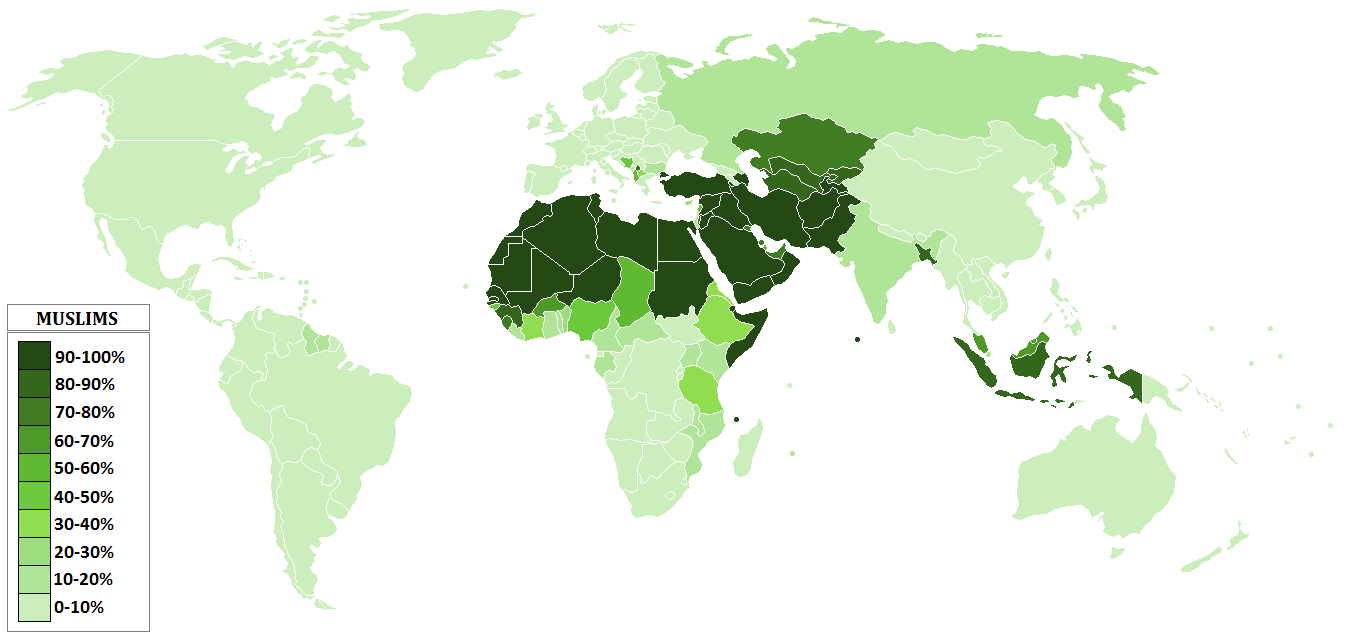
Islamul - Procentajul după ţară

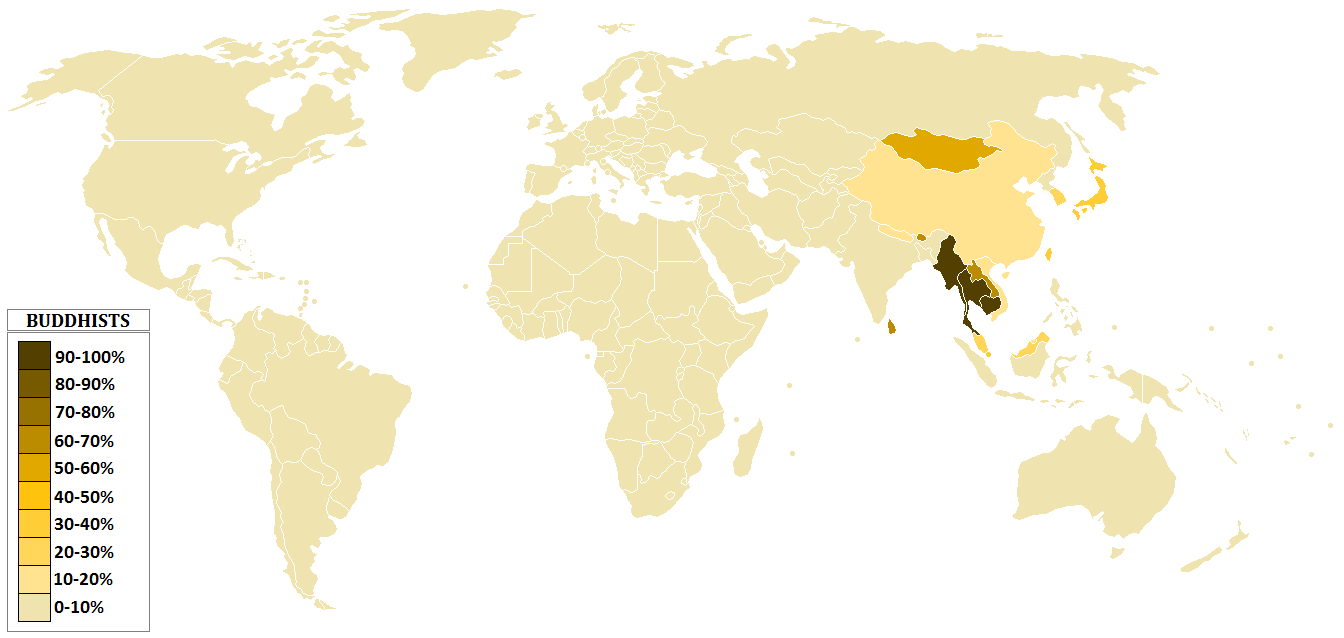
Budismul - Procentajul după ţară

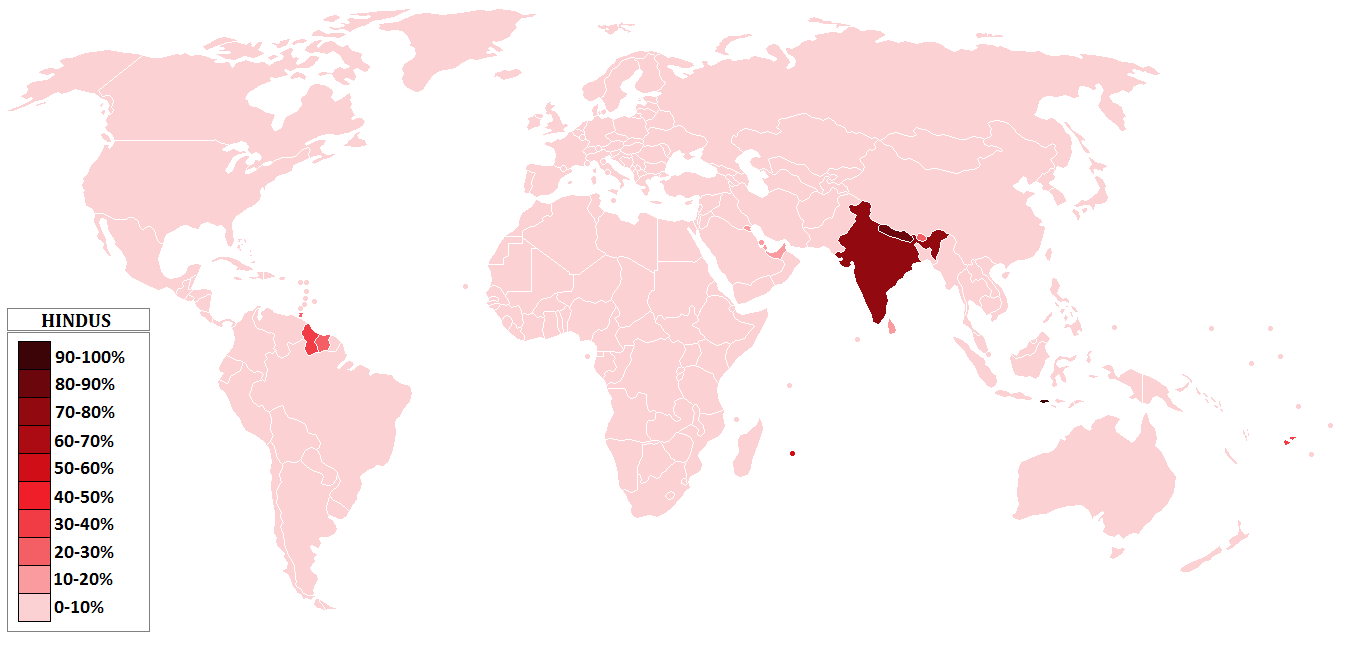
Hinduismul - Procentajul după ţară

| 4 religii cele mai răspândite | credincioși                    | % din populația mondială                  | Wikipage                                  |
| ----------------------------- | ------------------------------ | ----------------------------------------- | ----------------------------------------- |
| Populația mondială            | 6.671 miliarde                 | Cifrele utilizate de articole individuale | Cifrele utilizate de articole individuale |
| Creștinism                    | 2.187 miliarde- 2.223 miliarde | 31.54% - 33.2%                            | Creștinismul în funcție de țară           |
| Islam                         | 1.525 miliarde- 1.559 miliarde | 22.752% - 23.312%                         | Islamul în funcție de țară                |
| Budism                        | 489 milioane - 1.512 miliarde  | 7.33% - 22.67%                            | Budismul în funcție de țară               |
| Hinduism                      | 965 milioane - 971 milioane    | 14.47% - 14.55%                           | Hinduismul în funcție de țară             |
| Total                         | 4.541 miliarde- 5.920 miliarde | 68.08% - 88.74%                           |                                           |

## Estimări Adherents.com
Adherents.com Arhivat în 29 ianuarie 2010, la Wayback Machine. menționează că „Numerele sunt estimări aproximative și sunt aici afișate pentru a ordona grupurile de religii și nu pentru a oferi un număr definitiv.” Estimările oferite pot fi supuse erorii.
| Religie                                   | Adepți          |
| ----------------------------------------- | --------------- |
| Creștinism                                | 2.1 miliarde    |
| Islam                                     | 1.5 miliarde    |
| Secularism/agnosticism/ateism/altele      | 1.1 miliarde    |
| Hinduism                                  | 900 milioane    |
| Budism                                    | 394 milioane    |
| Religii tradiționale chineze              | 376 milioane    |
| Animism                                   | 300 milioane    |
| Religii și tradiții africane (+ diaspora) | 100 milioane    |
| Sikhism                                   | 23 milioane     |
| Juche                                     | 19 milioane     |
| Spiritism                                 | 15 milioane     |
| Iudaism                                   | 14 milioane     |
| Credința Bahá'í                           | 7 milioane      |
| Jainism                                   | 4.2 milioane    |
| Șintoism                                  | 4 milioane      |
| Cao Dai                                   | 4 milioane      |
| Zoroastrism                               | 2.6 milioane    |
| Tenrikyo                                  | 2 milioane      |
| Neo-Paganism                              | 1 milioane      |
| Unitarian Universalism                    | 800.000         |
| Mișcarea Rastafari                        | 600.000         |
| Scientologie                              | 25.000 - 55.000 |